# Isuzu
Isuzu Motors Ltd. (いすゞ自動車株式会社?, Isuzu Jidōsha Kabushiki-gaisha) è un costruttore giapponese di automobili, veicoli commerciali e autocarri con sede a Tokyo.
La casa giapponese ha legato inoltre il suo nome alla produzione in massa di motori, in particolare diesel, dei quali viene considerata oggi uno dei maggiori costruttori, equipaggiando vari modelli di autovetture e veicoli commerciali di case automobilistiche diverse.

## Storia

### Le origini
La Isuzu trae le sue origini al 1893 quando si chiamava "Tokyo Ishikawajima Shipbuilding & Engineering Co., Ltd".
Nel 1916 la Tokyo Ishikawajima Shipbuilding & Engineering pianificò una alleanza strategica con la Tokyo Gas and Electric Industrial Co. per costruire automobili. Successivamente nel 1918 venne firmato un accordo con l'inglese Wolseley che prevedeva l'acquisizione della licenza di produzione dei veicoli Wolseley.
Nel 1922 venne prodotta la prima autovettura per il trasporto passeggeri in Giappone, la Wolseley A9 con componenti provenienti dal Regno Unito, ma carrozzeria, motore e assemblaggio finale avvenivano nello stabilimento della Tokyo Ishikawajima Ship-Building & Engineering. Il motore era un 4 cilindri benzina da 2,6 litri che erogava 11,6 kW con albero a camme in testa.
Due anni più tardi venne introdotto il primo autocarro, il camion CP Chiyoda e nel 1928 il secondo autocarro, il CL Sumida (dall'omonimo fiume) che fu proposto anche in versione autobus.
Nel 1933 la Tokyo Ishikawajima Shipbuilding & Engineering Co. Ltd si fonde con la Dot Automible Manufacturing Inc. dando vita alla Automobile Industries Co., Ltd.
Nel 1934 In seguito di un incontro tra la Automobile Industries con il Ministero del Commercio e dell'Industria del governo giapponese (MITI) i due modelli prodotti dall'azienda furono ribattezzati "Isuzu" (nome che deriva dal fiume Isuzu). In questo caso Isuzu indicava il nome degli autoveicoli prodotti dalla neonata Automobile Industries.
Nel 1936 viene prodotto il primo motore diesel per autovetture raffreddato ad aria (i propulsori DA6 e DA4) e nel 1937 la Automobile Industries diventa un gruppo cambiando denominazione in Tokyo Automobile Industries Inc. con un capitale di 1 milione di yen.
La gamma di veicoli commerciali si espande nel 1938 quando inizia la produzione del modello TX40, autocarro con una capacità di carico utile fino a 2 tonnellate. Nel 1948 debutta il BX91, autobus urbano in grado di trasportare fino a 50 persone.

### La nascita di Isuzu
Soltanto nel 1949, grazie al buon successo riscontrato dai modelli denominati Isuzu il gruppo industriale viene ribattezzato "Isuzu Motors Limited" con un aumento di capitale investito pari a 150 milioni di yen.
La parola Isuzu tradotta in italiano significa "cinquanta campane".
All'inizio degli anni 50 Isuzu firma un accordo con l'inglese Rootes Group per l'acquisto della licenza di produzione del modello Hillman Minx; nel 1953 parte l'assemblaggio della vettura ribattezzata Isuzu-Hillman Minx con componenti spediti dall'Inghilterra. Nel 1957 la produzione completa della vettura avviene in Giappone.
Nel 1959 dopo vari anni di progettazione debutta l'Isuzu Elf, il primo autocarro da 2 tonnellate di portata progettato interamente da Isuzu che sarà disponibile in svariate versioni compresa la carrozzeria furgonata, pick-up e minibus, e sarà uno dei modelli di maggior successo della casa giapponese.
All'Elf seguirà l'Elfin, un pick-up da 2 tonnellate che debutta nel gennaio 1961 e che sarà posizionato al di sotto dell'autocarro Elf. Il nuovo pick-up porta al debutto anche l'inedito motore diesel DL201 progettato interamente da Isuzu. Con Elf ed Elfin l'azienda avvia le esportazioni verso il sud est asiatico, in Sud America e in Canada.
Nell'ottobre dello stesso anno debutta la Isuzu Bellel, berlina quattro porte sviluppata interamente da Isuzu e prima autovettura disponibile anche con motore diesel sul mercato giapponese. Alla Bellel farà seguito la Isuzu Bellett, più compatta e proposta in numerose varianti (compreso versioni station wagon, commerciali e pick-up).
Nel 1963 Isuzu avvia la costruzione del primo stabilimento estero, ovvero in Thailandia.
Nel 1966 debutta il primo modello sportivo della casa, la 117 Coupé, presentata al Salone di Ginevra e disegnata da Giorgetto Giugiaro; questo modello venne realizzato per attirare una clientela giovanile.
Nello stesso anno viene fondata la sussidiaria Isuzu Motors Company (Thailand) Limited in Thailandia e diviene operativo lo stabilimento destinato a produrre mezzi commerciali per il mercato locale e per l'esportazione nel sud est asiatico.

### L'accordo strategico con General Motors
I nuovi investimenti in progetti indipendenti furono elevati e i prodotti (soprattutto le autovetture) avevano prezzi sopra la media rispetto alla concorrenza, soprattutto sul mercato domestico, quindi si rece necessario il bisogno di un partner per ridurre gli investimenti futuri; sotto la pressione del MITI, che all'epoca stava tentando di limitare il numero di case automobilistiche in Giappone, nel 1966 iniziò una collaborazione con Fuji Heavy Industries (Subaru) per la condivisione della rete di vendita. Alcuni modelli, come la Subaru 1000, venne inserita nelle brochure Isuzu del 1967. Questo accordo terminò nel 1968, quando fu stipulato un accordo con Mitsubishi. Anche questo finì ancora più rapidamente, nel 1969, e l'anno successivo fu avviata una collaborazione altrettanto breve con Nissan.
Nel settembre 1971, fu firmato con la General Motors quello che si è dimostrato l'accordo più durevole e proficuo nella storia Isuzu.
Il primo risultato fu l'entrata nel 1972 di GM nell'azionario Isuzu tramite l'acquisto di una partecipazione del 34%, nello stesso anno il nuovo pick-up Isuzu Faster prodotto in Giappone iniziò ad essere esportato in Nord America e venduto dalla rete GM ribattezzato Chevrolet LUV.
Per simboleggiare il nuovo inizio, Isuzu adottò anche un nuovo logo nel 1974, con due pilastri verticali come rappresentazioni stilizzate della prima sillaba in い す ゞ ("Isuzu").
Nel 1974 Isuzu ha introdotto sul mercato la Gemini, realizzata sulla piattaforma General Motors T della Opel Kadett C ed erede della vecchia Bellett. L'auto è stata venduta negli Stati Uniti come Buick-Opel by Isuzu e in Australia come Holden Gemini. In Giappone invece i prodotti americani GM furono venduti tramite i concessionari Isuzu: tra questi figura la Holden Statesman rimarchiata dalla casa giapponese.
Anche le esportazioni di Isuzu sono aumentate considerevolmente grazie alla possibilità di utilizzare le reti di vendita GM, infatti si passó dallo 0,7% della produzione totale nel 1973 al 35,2% nel 1976; questo mentre la produzione complessiva è aumentata di oltre quattro volte nello stesso periodo.
Come risultato della joint venture con GM, i motori Isuzu sono stati utilizzati anche dalle divisioni GM esistenti (alcune automobili Chevrolet sul mercato USA montavano i propulsori Isuzu, ad esempio le Chevrolet Chevette e i primi Chevrolet S10 e S15 antecedenti al 1985).

### Gli anni ottanta
Nel 1978 Isuzu incarica nuovamente Giorgetto Giugiaro per la progettazione di una nuova sportiva erede della 117 Coupé; nacque inizialmente il prototipo Asso di Fiori presentato al Tokyo Motor Show che diventerà nella sua versione di produzione la Isuzu Piazza nel settembre 1980.
Nel 1981 nacque un altro veicolo di estrema importanza per il costruttore: il fuoristrada Trooper (venduto inizialmente sul mercato interno come Isuzu Rodeo Bighorn). Il Trooper si inseriva in diretta concorrenza contro i Patrol, Land Cruiser e Pajero e venne venduto in tutto il mondo con vari marchi.
Nello stesso anno Isuzu iniziò a vendere la propria gamma di veicoli e commerciali con il proprio marchio negli Stati Uniti. L'Isuzu P'Up (il Faster di seconda generazione) è stato il primo modello offerto. L'allora presidente di Isuzu, Toshio Okamoto, avviò una trattativa con Suzuki per sviluppare una piccola auto globale per conto GM. L'accordo tra i tre costruttori fu firmato nell'agosto 1981, con Isuzu e Suzuki che si scambiavano reciprocamente azioni e General Motors che acquistava una quota del 5% di Suzuki. In seguito a ciò, nel 1985 Isuzu e GM fondarono la società IBC Vehicles (Isuzu Bedford Company Limited) nel Regno Unito, destinata a produrre furgoni leggeri realizzati da Isuzu e Suzuki (nello specifico i modelli Isuzu Fargo e Suzuki Carry) per essere venduto nel mercato europeo con i marchi Bedford e Vauxhall.
Durante questo periodo Isuzu diventó uno dei più grandi produttori ed esportatori di motori diesel, con forniture per Opel, Vauxhall, Land Rover, Hindustan Motors.
Nel 1983 Isuzu sbarca in Cina, il Trooper inizia ad essere importato ufficialmente nel paese dal precursore della Qingling Motors.
Nel novembre 1984 la gamma Isuzu truck sbarca ufficialmente negli Stati Uniti con il primo esemplare del camioncino Isuzu KS22 (noto come Elf in Giappone e Bedford-Isuzu Serie N in Europa) che approda al porto di Jacksonville. 
Nel 1985 inizia l’assemblaggio su licenza in Cina dell’autocarro Elf negli stabilimenti della Jiangling Motors Corporation Group.
Nel 1986 diventa il costruttore numero uno nel segmento dei camioncini a cabina avanzata negli Stati Uniti.
Sempre nel Nord America proseguì la commercializzazione dei modelli Isuzu Gemini ed Impulse da parte della divisione Geo (sussidiaria di Chevrolet, gruppo GM)
Nel mercato interno giapponese le vendite nel segmento delle autovetture tradizionali furono al di sotto delle attese (a differenza dei commerciali che ottennero un enorme successo); di conseguenza la casa giapponese stipulò accordi OEM con altri produttori per incrementare la propria quota di mercato. Nello specifico dal 1986 i modelli Suzuki Swift e Subaru Leone divennero Isuzu Geminett e Geminett II).
L'accordo con Subaru diede origine nel 1987 alla SIA (Subaru-Isuzu Automotive), una joint venture americana con stabilimento a Lafayette, diventato operativo nel 1989 con la produzione locale dell'Isuzu Faster di terza generazione.
Alla fine degli anni ottanta il fuoristrada Trooper ottenne un ottimo successo, il pick-up Faster si era affermato in tutto il mondo e la casa giapponese rafforza la propria presenza nel settore dei fuoristrada con l'Isuzu MU, progetto basato sulla piattaforma del Trooper ma posizionato più in basso in termini di prezzo. L'Isuzu MU debutta nel 1989 in versione tre porte e l'anno seguente viene presentata la versione 5 porte wagon. Sarà venduto e prodotto in tutto il mondo con diversi marchi; in Europa debutterà nel 1991 prodotto nel Regno Unito dalla IBC Vehicles e venduto come Opel Frontera.

### Gli anni novanta
Isuzu pose fine alle vendite negli Stati Uniti della Impulse nel 1992 e della Stylus nel 1993 concentrandosi solamente su fuoristrada, pick-up e sui veicoli commerciali.
Un nuovo accordo di fornitura di veicoli OEM con Honda venne firmato nel 1993 e prevedeva la commercializzazione dei modelli Isuzu Faster e Trooper a marchio Honda sui mercati internazionali e la commercializzazione dei modelli Honda Domani (Civic), Odyssey e Accord a marchio Isuzu sul mercato giapponese.
Nel 1996 viene fondata la Isuzu Motor Polska con sede a Tychy in Polonia dove verrà realizzato uno stabilimento produttivo di motori operativo dal 1999; lì verrà realizzato il famoso motore Isuzu Circle L che equipaggerà molte autovetture Opel. Sempre a metà anni novanta Isuzu diviene il costruttore numero 3 al mondo di motori diesel.
Nel dicembre 1998 General Motors e Isuzu hanno creato DMAX, una joint venture 60-40 per la produzione di motori V8 diesel destinati ad autocarri con sede a Moraine.
Le vendite dei veicoli Isuzu negli Stati Uniti crollarono raggiungendo il picco nel 1996 dopo l'introduzione del pick-up Isuzu Hombre, un rebadge del Chevrolet S10. Nel fine anni novanta nel Nord America anche la gamma fuoristrada subì un forte calo di vendite.
Nel 2001 viene lanciato l’Axiom un SUV basato sullo stesso telaio a longheroni dei Faster, Trooper e MU/Frontera ma con vocazione stradale; tuttavia, a causa di una cattiva gestione delle campagne pubblicitarie e della mancanza di assistenza da parte di GM la produzione cessó nel 2004.
Con l’uscita di produzione dei fuoristrada Trooper e MU/Frontera il costruttore concentrerà la sua produzione solo sui veicoli commerciali, pick-up e motori diesel e marini.

### Anni 2000
Gli anni duemila hanno visto il costruttore ridimensionare la propria gamma di prodotti uscendo totalmente dal segmento dei veicoli passeggeri e dai fuoristrada. L’unico modello che diventerà di estrema importanza per il costruttore sarà il pick-up D-Max, sviluppato con General Motors, che debutterà nel 2002 come erede dello storico Faster e sarà prodotto in Thailandia e in numerosi paesi asiatici e sud americani. La presenza nel segmento dei commerciali e veicoli industriali invece diventerà strategica con la gamma Elf/Serie N e Forward/Serie F che saranno venduta in tutto il mondo e diventerà il modello più venduto del segmento in Giappone.
Nel 2001 viene creata la joint venture J-Bus Ltd con Hino Motors per la commercializzazione di autobus sia a marchio Isuzu che Hino, dal 2004 invece la divisione Isuzu Bus, Hino Bus e la joint venture J-Bus si fondono in un'unica società dando vita al nuovo costruttore effettivo di autobus J-Bus che opera con entrambi i marchi (Isuzu e Hino) e accorpa tutti gli ex stabilimenti dei due costruttori per la produzione di carrozzerie e componenti per autobus.
Un accordo di estrema importanza viene firmato con Volvo Trucks nel 2019 e prevede la cessione da parte di Volvo della divisione UD Trucks alla Isuzu per 2,3 miliardi di dollari. Tale cessione avverrà nell’aprile 2021 e la UD Trucks viene acquisita ufficialmente da Isuzu. Allo stesso tempo Volvo Truck ed Isuzu siglano un accordo ventennale per lo sviluppo di camion e veicoli commerciali elettrici e a guida autonoma.

## Modelli

### Autovetture
- Isuzu Hillman Minx
- 117 Coupé
- Bellett, in versione berlina (PR20) o 2 porte GT (PR90 e PR91) (dal 1963 al 1973)
- Gemini/I-Mark/Stylus (dal 1974 al 2000)
- Piazza/Impulse (dal 1983 al 1992)
- Aska (dal 1983 al 2002)

### Fuoristrada
- Unicab (dal 1967 al 1974)
- Trooper (dal 1981 al 2002)
- Isuzu MU/Rodeo dal 1989 al 2004)
- Oasis (dal 1996 al 1999)
- Panther (dal 1991 al 2020)
- VehiCROSS (dal 1999 al 2001)
- Axiom (dal 2001 al 2004)
- Ascender (dal 2003 al 2008)
- MU-X (dal 2013)

### Pick-up
- Elfin
- Wasp
- Faster/Pick-Up (dal 1972 al 2005)
- Hombre (dal 1996 al 2000)
- i-350 (dal 2006 al 2008)
- i-280 (dal 2006 al 2008)
- D-Max (dal 2002)

### Commerciali
- Elf/serie N (dal 1959)
- Forward/serie F (dal 1966)
- Fargo/Midi (1980-2001)
- Giga/Serie C&E (dal 1994)
- Como (dal 2001)
- Reach (dal 2011)
- Traga (dal 2018)

### Bus
- Gala
- Gala Mio
- Journey
- Journey-J
- Erga
- Erga-J
- Erga Mio